# Antoine François Prévost
Antoine François Prévost, dit d'Exiles, més conegut pel seu títol eclesiàstic d'abbé Prévost (Hesdin, Artois, 1 d'abril de 1697 - Chantilly, 25 de novembre 1763), va ser un novel·lista, historiador i traductor francès.
Fill de Liévin Prévost, procurador del rei a Hesdin, va fer els seus estudis als jesuïtes de La Flèche i de Rouen, abans d'allistar-se a l'exèrcit l'any 1711. Després d'haver començat el seu noviciat als jesuïtes, va fugir a les Set Províncies Unides. L'any 1717, va començar un segon noviciat a La Flèche, i després va tornar a allistar-se a l'exèrcit novament, aquesta vegada com a oficial.
L'any 1721 va entrar als benedictins de l'abadia de Saint-Wandrille abans de pronunciar els seus vots a l'abadia de Jumièges i de passar set anys en diverses cases de l'orde a Normandia. L'any 1727 es trobava a l'abadia de Saint-Germain-des-Prés, on va treballar en l'obra dels benedictins Gallia christiana. L'any 1728, va obtenir l'aprovació per als dos primers volums de les Mémoires et aventures d'un homme de qualité qui s'est retiré du monde. Havent abandonat el seu monestir sense autorització, es va dictar contra ell una lettre de cachet i va haver de fugir a Londres. Ací va adquirir un gran coneixement de la llengua i de la història anglesa, com ho farà palès en les seues futures obres.
L'any 1729, una aventura l'obliga a passar a Holanda, on es relaciona amb una aventurera de nom Hélène (familiarment Lenki) Eckhardt. A Utrecht va publicar entre 1731 i 1732 els volums I a IV de la Philosophe anglais, ou histoire de Monsieur Cleveland, fils naturel de Cromwell, écrite par lui-même et traduite de l'anglais par l'auteur des Mémoires d'un homme de qualité, que va ser objecte d'una traducció a l'anglès. Mentrestant, havent pres el nom de Prévost «d'Exiles» per al·lusió als seus propis periples, se submergeix en la traducció de la Historia mei temporis del president de Thou i publica la continuació en tres volums de les Mémoires et aventures d'un homme de qualité, el darrer dels quals relata l'Histoire du chevalier des Grieux et de Manon Lescaut, potser inspirada en una de les seues pròpies aventures, que el parlament de París condemnarà al foc. Havent interromput la redacció del Philosophe anglais, el seu editor holandès li encarrega un cinquè volum apòcrif (Utrecht, 1734), que compromet el seu autor per contenir atacs contra els jesuïtes.
L'any 1733, ple de deutes, va retornar a Londres on va fundar Le Pour et contre, periòdic principalment consagrat a la literatura i cultura angleses, que va ser editat quasi ininterrompudament fins a l'any 1740. L'any 1734, va negociar el seu retorn als benedictins i efectuà un altre noviciat d'uns mesos al monestir de La Croix-Saint-Leufroy, prop d'Évreux, abans d'esdevenir, a principis de 1736, almoiner del príncep Conti, que el protegia. Els tres darrers volums del Philosophe anglais van aparèixer finalment de manera clandestina a París entre 1738 i 1739.
Va publicar diverses altres novel·les, entre les quals destaquen Le Doyen de Killerine (1735-1740) i Histoire d'une Grecque moderne (1740); la monumental Histoire générale des voyages (15 vols., 1746-1759); i dues traduccions de novel·les de Samuel Richardson, Lettres anglaises ou histoire de Miss Clarisse Harlove (1751) i Nouvelles lettres anglaises, ou histoire du chevalier Grandisson (1755).
Va passar els últims anys de la seua vida a París i a Saint-Firmin (actualment Vineuil-Saint-Firmin), al costat de Chantilly, i va morir d'un atac d'apoplexia en un bosc de Chantilly, quan tornava d'una visita als benedictins de Saint-Nicolas d'Acy.

## Obres

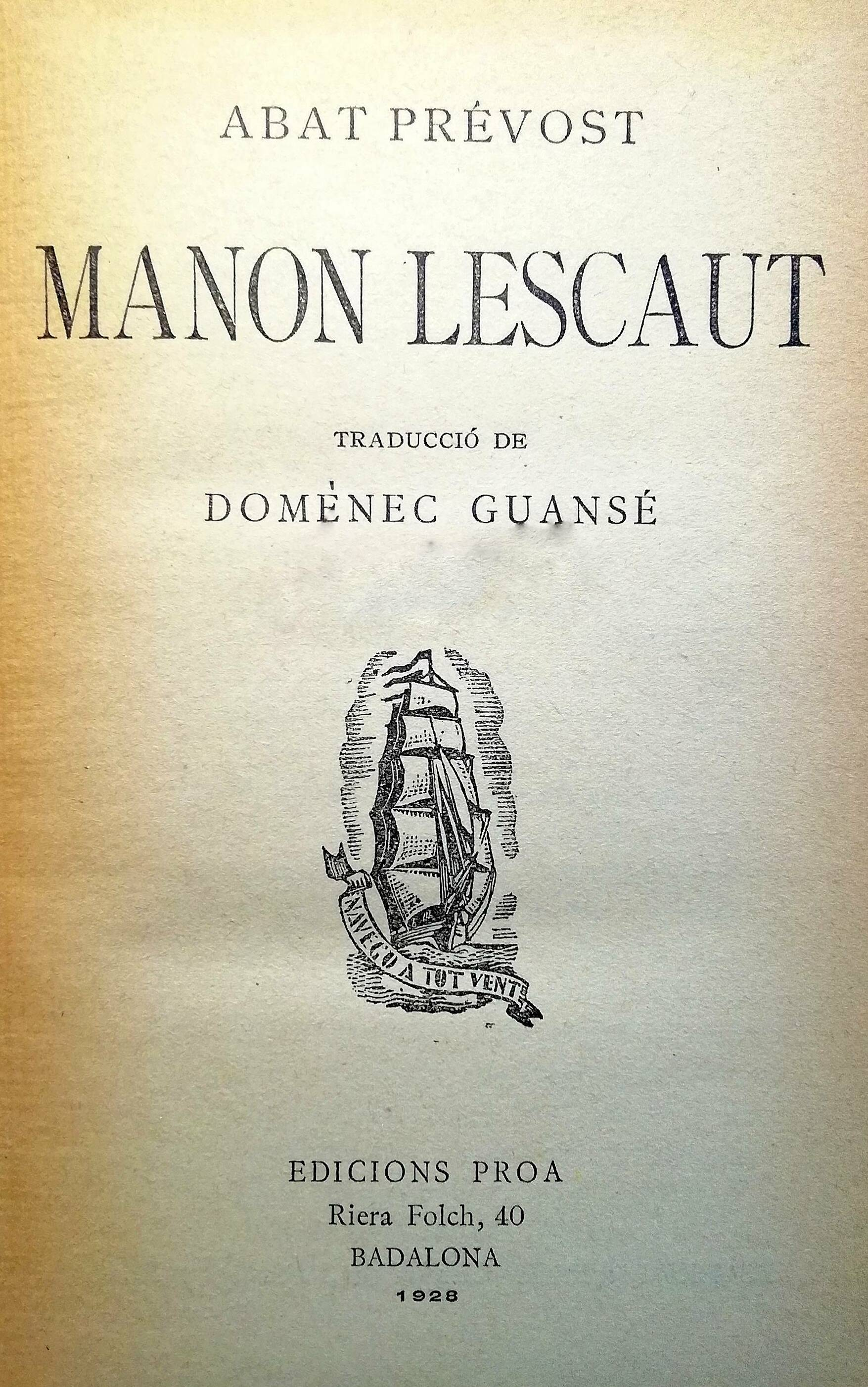
Manon Lescaut de l'Abat Prévost, traducció catalana publicada a Badalona l'any 1928 dins la col·lecció A tot vent

- Manon Lescaut de l'Abat Prévost, traducció catalana publicada a Badalona l'any 1928 dins la col·lecció A tot vent Histoire du chevalier des Grieux e de Manon Lescaut (1731)
- Histoire d'une Grecque moderne (1740)
- La Jeunesse du commandeur
- Le Philosophe anglais
- Les Aventures de Pomponius, chevalier romain (1724)
- Histoire de Marguerite d'Anjou (1740)
- Mémoires pour servir à l'histoire de Malte (1741)
- Campagnes philosophiques (1741)
- Le Monde moral, ou Mémoires pour servir à l'histoire du cœur humain (1760)